# Антоновка (Томашпольский район)
Анто́новка (укр. Антонівка) — село на Украине, находится в Томашпольском районе Винницкой области.
Код КОАТУУ — 0523980601. Население по переписи 2001 года составляет 1488 человек. Почтовый индекс — 24213. Телефонный код — 4348.
Занимает площадь 4,78 км².

## Религия
В селе действует Свято-Михайловский храм Томашпольского благочиния Могилёв-Подольской епархии Украинской православной церкви.

## Адрес местного совета
24213, Винницкая область, Томашпольский р-н, с. Антоновка, ул. Советская, 1